# (100028) von Canstein
(100028) von Canstein est un astéroïde de la ceinture principale.

## Description
(100028) von Canstein est un astéroïde de la ceinture principale. Il fut découvert le 10 octobre 1990 à Tautenburg par Freimut Börngen et Lutz Dieter Schmadel. Il présente une orbite caractérisée par un demi-grand axe de 3,11 UA, une excentricité de 0,20 et une inclinaison de 12,4° par rapport à l'écliptique.